# Базаев, Георгий Васильевич
Гео́ргий Васи́льевич База́ев (род. 26 августа 1978, Рустави, Грузинская ССР, СССР) — российский футболист, полузащитник.

## Карьера

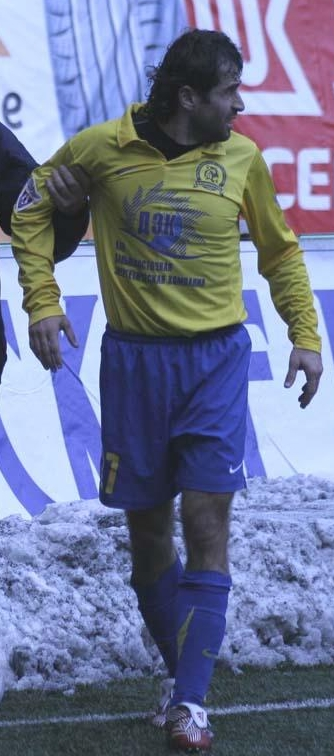
Базаев в составе «Луч-Энергии»

Начал заниматься футболом в ДЮСШ города Рустави, с 1991 года — в СДЮШОР владикавказского «Спартака». Начал профессиональную карьеру в 1996 году в анапском «Спартаке» под руководством Игоря Зазроева. В 1998 году пополнил ряды «Кубани». По окончании сезона покинул клуб и перешёл в крымский «Витязь». В 2000—2001 годах защищал цвета «Автодора». Летом 2001 года подписал контракт с «Аланией». В Премьер-лиге дебютировал 11 июля в матче против «Факела» (0:1), заменив на 59-й минуте Валерьяна Бестаева. В 2006—2008 годах защищал цвета клуба «Луч-Энергия», где был одним из основных игроков команды. Летом 2008 года, в связи с рождением сына, вернулся к семье в «Аланию», где играл с младшим братом Джамбуладом. 8 июля 2011 года вернулся в «Луч-Энергию», где завершил карьеру.
В Премьер-лиге провел 170 игр, забил 20 мячей.

## Достижения
- Бронзовый призёр Первого дивизиона: 2009
- Победитель 1-й зоны Третьей лиги: 1996